# Stephen R. Donaldson
Stephen Reeder Donaldson (ur. 13 maja 1947 w Cleveland) – amerykański pisarz fantasy, zdobywca Nagrody Astounding dla nowego pisarza w 1979 r. i Nagrody World Fantasy w 2000 r.
Autor m.in. Kronik Thomasa Covenanta (The Chronicles of Thomas Covenant) i cyklu Skoki (The Gap Cycle).